# А-ба-ба-га-ла-ма-га
«Видавництво Івана Малковича „А-ба-ба-га-ла-ма-га“» — книжкове видавництво, перше приватне дитяче видавництво незалежної України, засноване в Києві 1992 року. З 2008 року друкує книжки для усіх вікових груп. Засновник, директор та головний редактор видавництва — український поет Іван Малкович. Він повністю контролює процес видання кожної книги — від рукопису до поліграфії.

## Історія

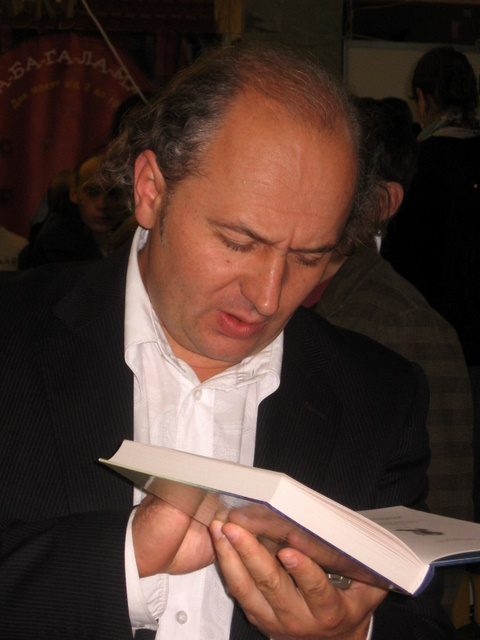
Засновник видавництва «А-ба-ба-га-ла-ма-га» Іван Малкович

Назва видавництва походить з оповідання Івана Франка «Грицева шкільна наука», в якому діти вчилися читати по складах за фразою: «А-ба-ба-га-ла-ма-га» («а баба галамага», діалектне «галамагати» — «верзти дурниці»).
Історія видавництва «для малят від 2 до 102 років» почалася з публікації дитячої абетки в липні 1992 року.

Я не думав спочатку про видавництво, я думав про одну книжку. Це була абетка, вона починалася з «Ангела», принципово. Я не хотів, щоб вона починалася з «Акули» чи з «Автобуса», чи ще з чогось. Хотілося саме з «Ангела». — Іван Малкович

1995 року права на книжку «Котик та півник» купує американське видавництво Alfred A. Knopf. Це був перший випадок в історії українського книговидавництва, коли велика західна компанія купує ліцензію в українського видавця.
Після успіху на Московській міжнародній книжковій виставці-ярмарку 2001 року, де були продані всі його книги, Малкович вирішує розпочати видавництво в Росії. 2004 року видавництво відкриває представництво в Москві. Філія друкує книжки російською мовою з приміткою «Без права продажи в Украине».
2008 року «А-ба-ба-га-ла-ма-га» видає першу книгу для дорослої аудиторії — «Гамлет, принц данський» у перекладі Юрія Андруховича, яка одразу ж завойовує гран-прі Всеукраїнського конкурсу «Найкраща книга львівського книжкового форуму».
Видавництво видало понад 100 назв книг загальним накладом понад 4 мільйони примірників.
Сьогодні «А-ба-ба-га-ла-ма-га» — одне з найуспішніших видавництв країни, права на книжки якого придбали видавництва 19 країн світу.
8 листопада 2011 року директор видавництва Іван Малкович заявив про спробу рейдерського захоплення приміщення «А-ба-ба-га-ла-ма-га».

## Автори
«А-ба-ба-га-ла-ма-га» друкує видатних авторів минулого й сучасності, українських та іноземних у власному перекладі. З видавництвом співпрацювали Юрій Андрухович, Микола Вінграновський, Ліна Костенко, Сашко Дерманський, Марина та Сергій Дяченки, Андрій Кокотюха, Всеволод Нестайко, Дмитро Павличко, Володимир Рутківський, Олександр Гаврош, Юрій Винничук.
Переклади іноземних авторів для видавництва виконували Юрій Андрухович, Віктор Морозов, Роман Осадчук, Євген Попович, Юрій Винничук, Валентин Корнієнко. Пані Катерина Ющенко переклала англійською мовою книжку Івана Малковича та Софії Ус «Мед для мами».

## Художники

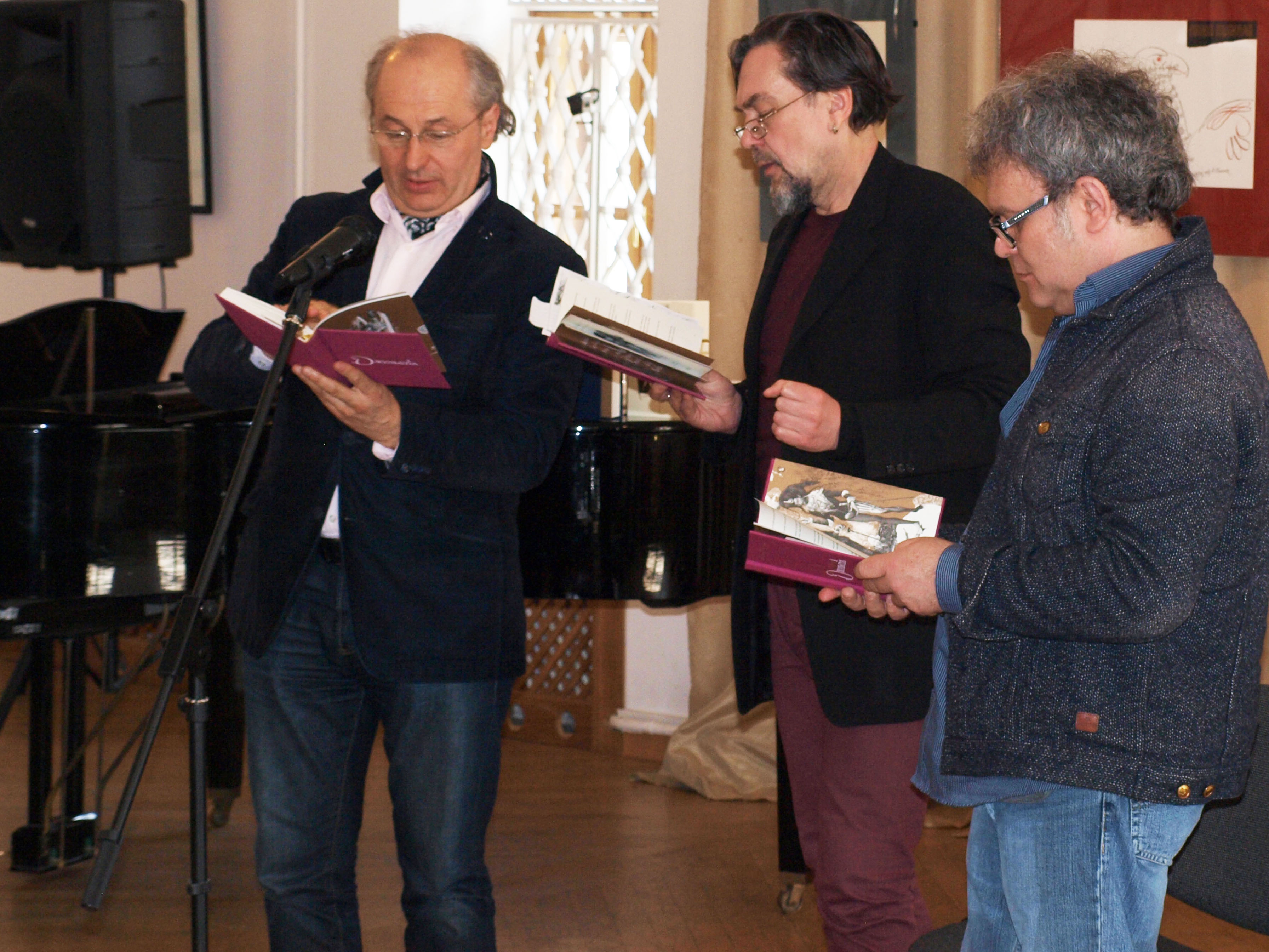
Іван Малкович (ліворуч), Юрій Андрухович і художник Владислав Єрко (праворуч) на презентації «Ромео і Джульєтта»

Видавництво співпрацює з такими визначними художниками та графіками як Кость Лавро (головний художник «А-ба-ба-га-ла-ма-ги»), Владислав Єрко, Євгенія Гапчинська, Вікторія Ковальчук, Катерина Штанко, Анатолій Василенко, Володимир Голозубів, Семерня Олесь (автор малюнків до «Ой ти, коте Марку», «Свічка зі снігу»), Володимир Харченко (автор малюнків до першої «Української абетки»).
Саме до художників компанії прикута особлива увага іноземних книговидавців. «Снігова королева» Ганса Крістіана Андерсена, ілюстрована Владиславом Єрком, стала 2005 року лідером продажів англійського видавництва Templar та ввійшла до трійки лідерів різдвяних продажів у Великій Британії.
Видавництво мало дві виставки ілюстрацій до своїх книжок.

## Серії книг
На сьогодні видавництво має десять серій книг, деякі книжки виходять під рубрикою «Поза серіями»:
- «Гаррі Поттер»
- «Англомовні видання»
- «100 казок»
- «Доросла серія»
- «Книги, які здолали час»
- «Джури»
- «СміхоТерапія»
- «Таємниці»
- «Українська поетична антологія»
- «Улюблені вірші»

### Мінідиво
До кінця 1990-х років «А-ба-ба-га-ла-ма-га» здобуває репутацію якісного і дорогого видавництва, недоступного пересічним українцям. Іван Малкович вирішує виправити цю ситуацію.
31 грудня 2001 року стартувала акція «Мінідиво», покликана зробити якісну дитячу книжку доступною для кожної української родини. 1 600 000 примірників 16-сторінкових мініверсій чотирнадцяти найкращих книжок видавництва було розповсюджено через відділення Укрпошти за ціною одна гривня за книжку.
Учасники акції, які до 1 червня 2002 року надіслали до видавництва п'ять корінців книжок серії, мали змогу виграти персональний комп'ютер. Видавництво отримало понад 40 000 листів.
Акція «Мінідиво» стала найбільшою книжковою акцією за всю історію незалежної України. До кінця 2002 року загальний наклад «Мінідива» сягнув майже 2,5 мільйони примірників.

### Гаррі Поттер
Один з найвідоміших проєктів видавництва — публікація серії романів Джоан Ролінґ про Гаррі Поттера у перекладі Віктора Морозова. На сьогодні видано всі одинадцять книг. Переклад «Гаррі Поттера та смертельних реліквій» вийшов першим у світі. Книга — «Казки барда Бідла» надійшла в продаж 4 грудня 2008 року. У 2014 році була надрукована нова книга письменниці «Фантастичні звірі і де їх шукати». Обкладинки до книг серії, які намалював київський художник Владислав Єрко, вважаються найкращими у світі.
До серії входять:
- Гаррі Поттер і філософський камінь (2002)
- Гаррі Поттер і таємна кімната (2002)
- Гаррі Поттер і в'язень Азкабану (2002)
- Гаррі Поттер і келих вогню (2003)
- Гаррі Поттер і Орден Фенікса (2003)
- Гаррі Поттер і напівкровний Принц (2005)
- Гаррі Поттер і смертельні реліквії (2007)
- Казки барда Бідла (2008)
- Фантастичні звірі і де їх шукати (2014)
- Квідич крізь віки (2015)
- Гаррі Поттер і прокляте дитя (2016)
- Гаррі Поттер і філософський камінь. Велике ілюстроване видання (2016)
- Гаррі Поттер і таємна кімната. Велике ілюстроване видання (2016)
- Фантастичні звірі і де їх шукати. Оригінальний сценарій (2017)
- Гаррі Поттер і в’язень Азкабану. Велике ілюстроване видання (2017)
- Фантастичні звірі і де їх шукати. Велике ілюстроване видання (2018)
- Гаррі Поттер: Історія магії. Велике ілюстроване видання (2019)
- Гаррі Поттер і Келих Вогню. Велике ілюстроване видання (2019)
- Фантастичні звірі: Злочини Ґріндельвальда. Оригінальний сценарій (2020)
- Квідич крізь віки. Велике ілюстроване видання (2021)
- Гаррі Поттер і Орден Фенікса. Велике ілюстроване видання (2022)
- Гаррі Поттер: Чаклунський альманах. Велике ілюстроване видання (2023)

«А-ба-ба-га-ла-ма-га» володіє ексклюзивними правами на видання серії романів «Гаррі Поттер» в Україні. Книги про Гаррі Поттера у виконанні «А-ба-ба-га-ла-ма-ги» мають незмінний успіх: кожен том передруковується по кілька разів на рік.

### Доросла серія
27 квітня 2009 року видавництво презентувало дві перші книги з «Дорослої серії»: романи Маргеріт Дюрас «Коханець» та Богуміла Грабала «Я обслуговував англійського короля».
2010 року в рамках серії з'явилася книга «Сновиди. Сни українських письменників», а також новий роман Ліни Костенко «Записки українського самашедшого».

### Світовий бестселер Дж. Страуда
- Дж. Страуд «Бартімеус: Амулет Самарканда», А-ба-ба-га-ла-ма-га, 2017 р..
- Дж. Страуд «Бартімеус: Око голема», А-ба-ба-га-ла-ма-га, 2018 р..
- Дж. Страуд «Бартімеус: Брама Птолемея», А-ба-ба-га-ла-ма-га, 2019 р..
- Дж. Страуд «Агенція Локвуд & Ко: Сходи, що кричать», А-ба-ба-га-ла-ма-га, 2019 р..
- Дж. Страуд «Агенція Локвуд & Ко: Череп, що шепоче», А-ба-ба-га-ла-ма-га, 2020 р..
- Дж. Страуд «Агенція Локвуд & Ко: Примарний хлопець», А-ба-ба-га-ла-ма-га, 2021 р..
- Дж. Страуд «Агенція Локвуд & Ко: Тінь, що крадеться", А-ба-ба-га-ла-ма-га, 2022 р..
- Дж. Страуд «Агенція Локвуд & Ко: Порожня могила", А-ба-ба-га-ла-ма-га, 2023 р..

Перекладач та історик Володимир Панченко перекладає всі книги Джонатана Страуда.

## Відзнаки та нагороди
2002 рік — Форум видавців у Львові визнає «А-ба-ба-га-ла-ма-гу» найкращим видавництвом року в Україні. Книги видавництва щороку перемагають у рейтингу «Книжка року» у номінації «Дитяче свято». Понад половину видань «А-ба-ба-га-ла-ма-ги» здобували перемоги на поважних книжкових конкурсах.
«А-ба-ба-га-ла-ма-гу» занесено до Книги рекордів України — вона видала найбільшу книгу в Україні — «Абетку» розміром три на чотири метри та вагою 250 кілограмів.

## ПідтримкаСил оборони України
23 червня 2022 року видавництво перерахувало в Благодійний фонд Сергія Притули 100 000 грн під час проєкту «Народний Байрактар».